# Rolf Niczky
Rolf Niczky (né le 22 janvier 1881 à Munich, mort le 14 juillet 1950 à Klais) est un peintre et dessinateur allemand.

## Biographie
Rolf Niczky est le fils du peintre Eduard Niczky (de) et son épouse Franziska Stauber, une fille du peintre munichois Karl Stauber. Après avoir été au lycée Maximilien de Munich (de) de 1890 à 1896, il étudie brièvement à l'école des arts appliqués de Munich et en privé auprès d'Anton Ažbé, puis à l'académie des beaux-arts de Munich auprès de Franz von Stuck et Franz von Lenbach.

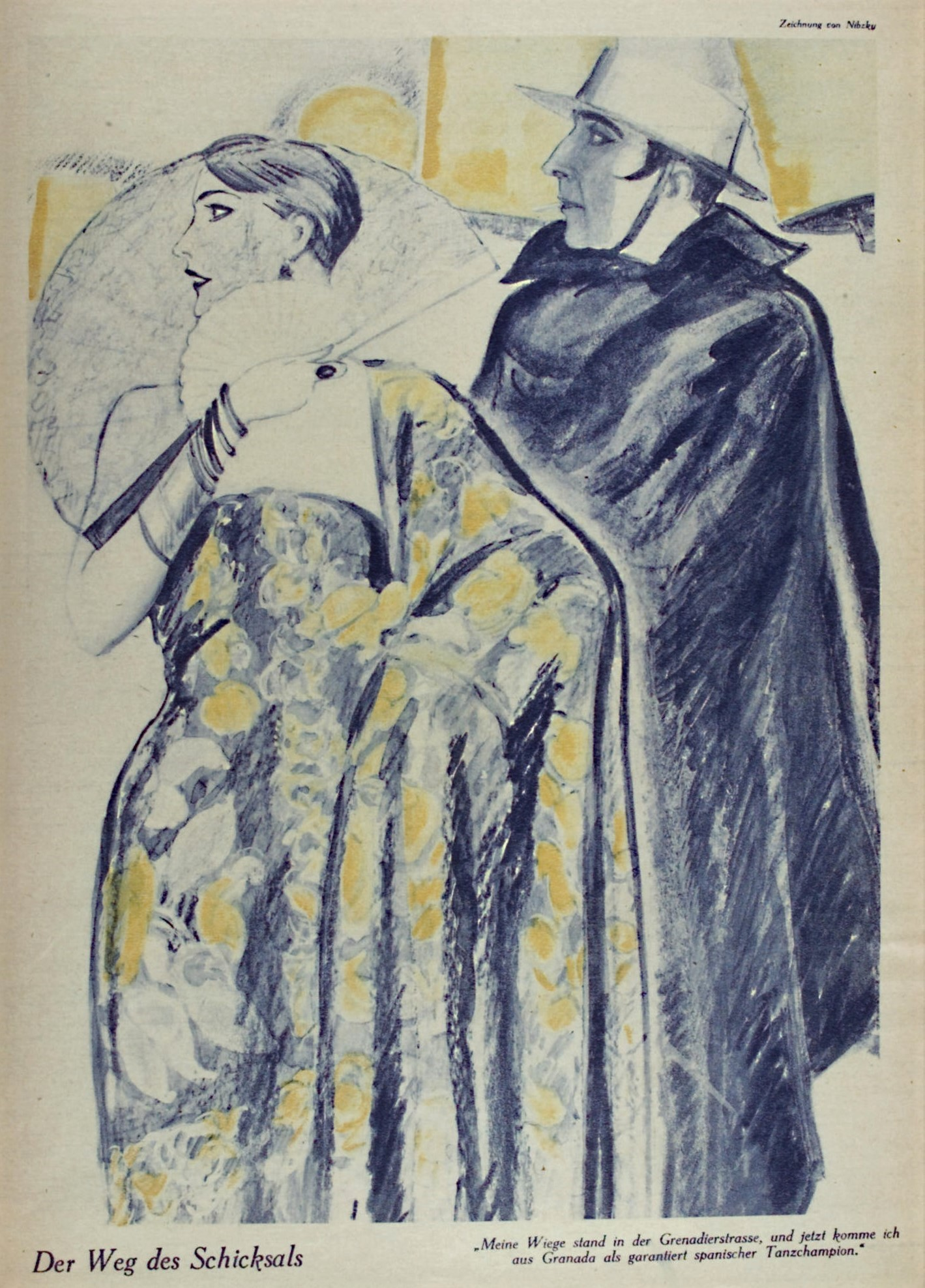
Der Weg des Schicksals, illustration pour Ulk, 1927.

En 1901, il fonde avec Wassily Kandinsky, Waldemar Hecker (de), Wilhelm Hüsgen (de) et d'autres amis artistes l'association Phalanx (de) à Munich, dont il fut le premier président. Wassily Kandinsky reprend le poste fin 1901 après sa démission. En 1913, il épouse Bella Rosenberg, la fille d'un homme d'affaires à Berlin ; ils donnent naissance à un fils, Joachim qui deviendra photographe sous le nom de Joe (de) puis divorcent en 1917. Rolf Niczky s'installe à Berlin après la Première Guerre mondiale. À partir de 1924, il enseigne l'illustration de mode à l'école privée d'art et de mode Reimann (de), fondée en 1902 par le sculpteur Albert Reimann (de). Il est illustrateur pour Elsner Verlag (de). À la fin des années 1930, il s'installe dans le village de Klais en Haute-Bavière, on lui donne le surnom de baron de Klais. En 1943, il fait un second mariage à Garmisch-Partenkirchen.
Niczky fait de nombreuses illustrations pour des magazines tels que Elegante Welt, Sport im Bild (de), Lustige Blätter, Die Dame, Der Junggeselle, Ulk et autres, et aussi pour des éditeurs de livres, ainsi que des cartes postales et des affiches. En plus des scènes du milieu mondain, il dessine également des sujets d'actualité, aussi de façon satirique. En 1936, il est présent à l'exposition de Berlin Deutsche Werbegraphik.